# Crystal Eastman
Crystal Eastman   (Marlborough, 25 de juny de 1881 - Erie, 8 de juliol de 1928) fou una activista social, jurista i feminista estatunidenca.
Durant la Primera Guerra Mundial s'oposà a la intervenció dels Estats Units en el conflicte. Germana de l'escriptor Max Eastman, al 1918 confundà amb ell la revista The Liberator. Escrigué diverses obres, com ara Work Accidents and the Law (1910), entre d'altres. Al 1911 es va casar amb Wallace Benedict, del qual es divorcià al 1916 per a contraure matrimoni aquest mateix any amb Walter Fuller, amb el qual tingueren dos fills.

## Obres
- Eastman, Crystal. Work-accidents and the law (en anglès).  Nova York: Charities Publication Committee, 1910.